# Zanclea indica
Zanclea indica är en nässeldjursart som beskrevs av Mammen 1963. Zanclea indica ingår i släktet Zanclea och familjen Zancleidae.
Artens utbredningsområde är Indiska oceanen. Inga underarter finns listade i Catalogue of Life.